# Szkoła Annales
Annales, in. szkoła „Annales” (fr. École des Annales, IPA: /aˈnalə/) – francuska historyczna szkoła naukowa założona w 1929 przez Marca Blocha i Luciena Febvre'a; nazwa odnosząca się do nurtu badawczego rozwiniętego w l. 50. XX wieku w kręgu niektórych historyków francuskich lub też do środowiska tychże historyków.
Nazwa szkoły pochodzi od francuskojęzycznego czasopisma naukowego Annales d’histoire économique et sociale ("Roczniki historii ekonomicznej i społecznej") wydawanego od 1929 roku. W 1946 roku zostało ono przemianowane na: Annales. Économies, sociétés, civilizations ("Roczniki. Gospodarki, społeczeństwa, cywilizacje"), w 1994 periodyk po raz kolejny zmienił nazwę na: Annales. Histoire, Sciences sociales ("Roczniki. Historia, nauki społeczne"). Szkoła odcisnęła głębokie piętno na historiografii francuskiej i europejskiej. Głównym postulatem metodologicznym "annalistów" było położenie nacisku na wykorzystanie w badaniach metod i dorobku nauk społecznych, odejście od klasycznej historii politycznej, na rzecz procesów tzw. "długiego trwania", a także wykorzystanie metod kwantytatywnych. "Annales" wraz z amerykańską teorią modernizacyjną, a także historiografią marksistowską, stały się najbardziej wpływowymi nurtami badania historii w drugiej połowie XX wieku.
Do najwybitniejszych liderów szkoły należy zaliczyć założycieli szkoły Marca Blocha i Luciena Febvre'a, przedstawicieli drugiej generacji Georges'a Duby'ego, Pierre'a Gouberta, Roberta Mandrou, Pierre'a Chaunu, Jacques'a Le Goffa i Ernesta Labrousse'a.

## Kontekst: przemiany historiografii francuskiej na przełomie XIX i XX w.

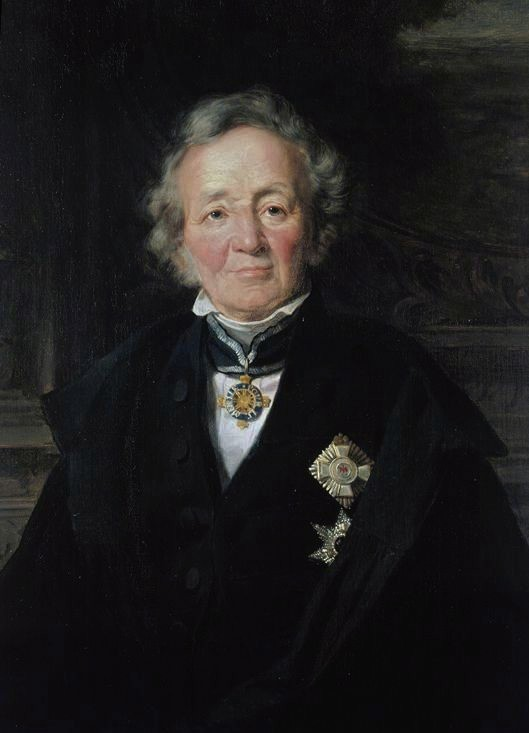
Leopold von Ranke

Nauki historyczne od drugiej połowy XIX wieku były zdominowane przez historiografię niemiecką, która śladem wytyczonym przez Leopolda von Rankego nadawała ton pisaniu historii i dyktowała metodologię. Najwcześniej dominację nauki niemieckiej zaczęła kontestować nauka francuska. Francja, w odróżnieniu od Niemiec, w której historia była nauką erudycyjną, skłonna była rozumieć historię, pod wpływem comtyzmu, w kategoriach nauki pozytywnej. To co dodatkowo odróżniało atmosferą intelektualną Francji od niemieckiej to wpływ jaki zdobyła sobie socjologia Emile'a Durkheima, podkreślająca dominację społeczeństwa nad jednostką. Ponadto klęska 1871 roku, odcisnęła piętno na całym społeczeństwie francuskim, także na nauce, skłaniając ją do szukania niezależnej myśli.
W obrębie historii wyraz tym przemianom dały najwcześniej pisma filozofów Paula Lacombe i Henriego Berra, a także historyka Victora Duruy, który w swej wydawanej w l. 1894-1900 12-tomowej Historie générel du VIe siecle a nos jours, postulował odejście od "historii bitewnej" na rzecz opisywania "obyczajów i ducha narodów". Natomiast Berr, inicjator serii prac historycznych L'Évolution de l'Humanité, wyróżniał dwa poziomy syntezy historycznej, pierwszy - erudycyjny i drugi - wyjaśniający ustalone na pierwszym etapie fakty, i pozwalający poprzez nie na przewidywanie przyszłości. Oczywiście w swej pracy kładł nacisk na ten drugi etap. Istotną rolę odegrał także artykuł François Simianda z 1903 roku - Méthode historique et science sociale - krytykujący historię indywidualistyczną, skupioną na jednostce i pojedynczym wydarzeniu, proponując w zamian badanie zjawisk powtarzalnych, korzystając z dorobku innych nauk społecznych. Kluczowy był dramat I wojny światowej, który w oczach wielu zdyskredytował tradycyjną historiografię, skupiającą się na opisie pojedynczych wydarzeń i postaci, zupełnie uzasadnienie stracił pogląd, że poznanie historii pozwoli zapobiec błędnym decyzjom.

## Historia szkoły

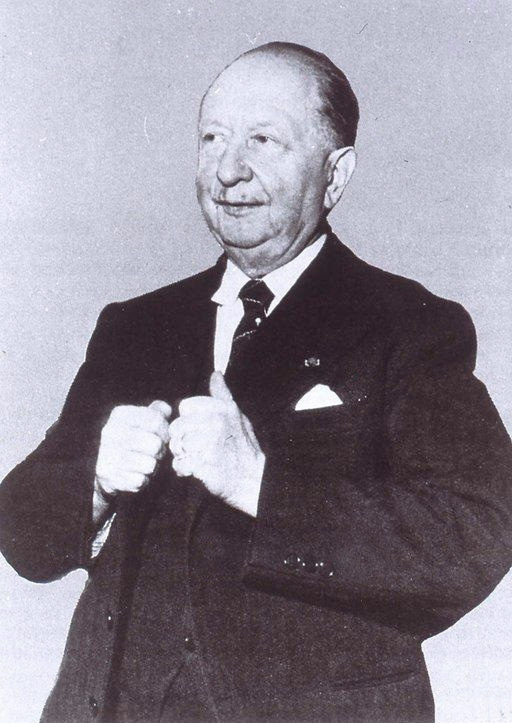
Lucien Febvre

Za założycieli szkoły uważa się Marca Blocha i Luciena Febvre'a, wykładających na uniwersytecie w Strasburgu, którzy sformułowali program zreformowania badań historycznych i zerwania z charakterystyczną dla wcześniejszej historiografii dominacją historii politycznej. W zamian proponowali tzw. historię totalną, czyli szeroko zakrojone badania nad dawnymi społeczeństwami łączące w sobie historię gospodarczą, historię społeczną, antropologię historyczną, historię mentalności, geografię historyczną. W tym celu chętnie posiłkowali się osiągnięciami innych nauk, przede wszystkim ekonomii, socjologii, geografii, historii sztuki.
Do najwybitniejszych liderów szkoły należy wymienić założycieli szkoły Marca Blocha i Luciena Febvre'a, przedstawicieli drugiej generacji Georges'a Duby'ego, Pierre'a Gouberta, Roberta Mandrou, Pierre'a Chaunu, Jacques'a Le Goffa i Ernesta Labrousse'a.
Z instytucjonalnego punktu widzenia szkoła zgrupowana jest wokół pisma naukowego Annales, wydawnictwa SEVPEN, fundacji nauk humanistycznych Fondation Maison des sciences de l'homme (FMSH) a szczególnie wokół szóstej sekcji paryskiej szkoły École Pratique des Hautes Études.
Trzeciej generacji przewodził Emmanuel Le Roy Ladurie. Do przedstawicieli trzeciej generacji należą też  Jacques Revel (który od 1978 roku jako pełnoetatowy profesor nauczał w paryskiej École des Hautes Études en Sciences Sociales i był prezesem szkoły w latach 1995–2004) oraz Philippe Ariès (który dołączył do grupy uczonych w roku 1978). Trzecia generacja przy uprawianiu historii kładła głównie nacisk na ludzką mentalność.
Czwartej generacji historyków związanych ze szkołą Annales przewodził Roger Chartier; wyraźnie zdystansował się on od podejścia uwypuklającego mentalność, które przestało być stosowane we Francji i zastąpione zostało przez zwrot ku kulturze, językowi oraz nacisk na analizę społecznej historii praktyk kultury.
Za główne medium publikacji służyło szkole wspomniane wyżej pismo naukowe Annales d'Histoire Économique et Sociale. Pismo to zerwało radykalnie z tradycyjną historiografią, wskazując na wagę uwzględniania wszystkich warstw społeczeństwa, i kładło nacisk na zbiorową naturę mentalności ludzkiej. Przedmiot tradycyjnego podejścia został odrzucony jako mniej istotny niż wpływające na decyzje struktury umysłowe (mentalność).
Redaktorem roczników pisma w latach 1956–1968 był Fernand Braudel a w kolejnych latach funkcję tę objął mediewista Jacques Le Goff. Jednakże nieformalnym następcą lidera szkoły był Emmanuel Le Roy Ladurie, który nie był w stanie utrzymać jednolitego ukierunkowania pisma. Uczeni obierali różnorodne kierunki badań opracowując różne, nie powiązane ze sobą tematy z zakresu historii społecznej, ekonomicznej i kulturalnej różnych okresów i różnorodnych części świata. W latach 60. szkoła rozwinęła w całej Francji, Europie i na świecie szeroką sieć związaną z publikacjami i badaniami. Źródłem wpływów był Paryż (który nie poddawał się jednak wpływom z zewnątrz). Duży nacisk położono na dane ilościowe, które uważano za kluczowe dla badań historii społecznej. Jednym z pism naukowych, jakie powstały, było Histoire & mesure (ukazuje się od 1986 roku) poświęcone ilościowym badaniom z zakresu historii. Paryż ignorował jednak olbrzymi rozwój prac wykorzystujących dane ilościowe, jakie prowadzono w Stanach Zjednoczonych i Wielkiej Brytanii. Prace te zmieniły kształt badań ekonomicznych, politycznych i demograficznych w tych krajach, podczas gdy Francja pozostała w tyle.
Szkoła zaproponowała wprowadzenie do szkół podręcznika Annales – pomysł ten jednak nie spotkał się z aprobatą rządu francuskiego.
W latach 80. nastroje postmodernistyczne podkopały zaufanie do rozbudowanych metanarracji. Szkoła Annales utrzymała swoją infrastrukturę, ale podupadła, tracąc swoją "mentalność".

## Najważniejsi przedstawiciele szkoły
- pierwsze pokolenie
  - Marc Bloch
  - Lucien Febvre

- drugie pokolenie
  - Fernand Braudel
  - Pierre Chaunu
  - Georges Duby
  - Pierre Goubert
  - Ernest Labrousse
  - Robert Mandrou
  - Pierre Vilar

- trzecie pokolenie
  - Maurice Agulhon
  - Philippe Ariès
  - Alain Besançon
  - Alain Corbin
  - Arlette Farge
  - Marc Ferro
  - François Furet
  - Jacques Le Goff
  - Emmanuel Le Roy Ladurie
  - Pierre Nora
  - Mona Ozouf
  - Michelle Perrot
  - Michel Vovelle

- czwarte pokolenie
  - André Burguière
  - Roger Chartier
  - Bernard Lepetit
  - Jacques Revel